# HD20662
HD20662 — хімічно пекулярна зоря спектрального класу A0, що має видиму зоряну величину в смузі V приблизно  8,0.
Вона  розташована на відстані близько 736,2 світлових років від Сонця.

## Пекулярний хімічний вміст
Зоряна атмосфера GSC3703-462 має підвищений вміст 
Si
.